# 140E busz (Budapest)
A budapesti 140E (gyors 140E) jelzésű autóbusz a Móricz Zsigmond körtér (Villányi út) és Budaörs, Törökugrató (Tetra Pak) között közlekedett. A viszonylatot a Budapesti Közlekedési Zrt. üzemeltette.

## Története
2003. szeptember 1-jén indult a Móricz Zsigmond körtér (Villányi út) és Budaörs, Törökugrató (Tetra Pak) között. A 140E buszjárat a 40E-vel hangoltan közlekedett, ugyanis a 140E menetei valójában a 40E Tetra Pak végállomásig közlekedő járatai voltak. A 2008-as paraméterkönyv bevezetésével augusztus 19-én megszűnt, jelzése 188E-re, a 40E járaté pedig 40E-re módosult.

## Útvonala
| Budaörs, Törökugrató (Tetra Pak) felé | Móricz Zsigmond körtér (Villányi út) felé |
| --- | --- |
| Móricz Zsigmond körtér (Villányi út) vá. – Villányi út – Fadrusz utca – Bartók Béla út – Bocskai út – Nagyszőlős utca – Ajnácskő utca – Budaörsi út – autópálya-bevezető – Budaörs, Sport utca – Bretzfeld utca – Szabadság út – 8102 – Budaörs, Törökugrató (Tetra Pak) vá. | Budaörs, Törökugrató (Tetra Pak) vá. – 8102 – Kaktusz utca – Szabadság út – Bretzfeld utca – Sport utca – autópálya-bevezető – Budapest, Budaörsi út – Ajnácskő utca – Nagyszőlős utca – Bocskai út – Bartók Béla út – Móricz Zsigmond körtér – Villányi út – Móricz Zsigmond körtér (Villányi út) vá. |

## Megállóhelyei
| 0                                     | Móricz Zsigmond körtér (Villányi út) végállomás | 29 | 3, 3, 7, 7, 27, 40, 40, 40E, 47-49V, 73, 149V, 153, 173 6, 18, 19, 41, 41A, 56, 61               |
| ∫                                     | Móricz Zsigmond körtér                          | 27 | 3, 3, 7, 7, 27, 40, 40, 40E, 47-49V, 73, 149V, 153, 173 6, 18, 19, 41, 41A, 56, 61               |
| 2                                     | Kosztolányi Dezső tér                           | 25 | 7, 7, 12, 14, 40, 40E, 41, 41, 47-49V, 53, 72, 73, 86, 87, 87A, 114, 149V, 153, 172, 173, 250 19 |
| 6                                     | Dayka Gábor utca                                | 19 | 40, 40E, 41, 53, 72, 87, 87A, 139, 172, 239, 250                                                 |
| Budapest–Budaörs közigazgatási határa |                                                 |    |                                                                                                  |
| 14                                    | Lévai utca                                      | 10 | 40, 40E                                                                                          |
| 15                                    | Gimnázium                                       | 8  | 40, 40E, 88, Budaörs                                                                             |
| 16                                    | Alcsiki dűlő                                    | 7  | 88                                                                                               |
| 17                                    | Lejtő utca                                      | 6  | 88                                                                                               |
| 18                                    | Ibolya utca                                     | 5  | 88                                                                                               |
| 19                                    | Csiki csárda                                    | 4  | 88                                                                                               |
| 20                                    | Csiki tanya                                     | 3  | 88                                                                                               |
| 21                                    | Hídépítő Vállalat                               | ∫  | 88                                                                                               |
| ∫                                     | Autópálya Főmérnökség                           | 1  | 72, 88                                                                                           |
| 23                                    | Budaörs, Törökugrató (Tetra Pak) végállomás     | 0  | 88                                                                                               |